# LEDA 1314345
A LEDA 1314345 egy spirálgalaxis az Szűz csillagképben. Távolsága 760 millió fényév.
2024 április 1-én egy szupernóvát, a SN 2024fia-t fedezték fel benne. Ennek fényessége 19,61 magnitúdó volt. A csillagrobbanás a galaxismagban történt.